# Мартынов, Ярослав Николаевич
Мартынов, Ярослав Николаевич (31 марта 1961 — 17 декабря 2020) — российский художник. Член Московского Союза художников с 1987. Работы находятся в галереях и частных коллекциях.

## Биография
Родился в 1961 году.
Семья:
- отец — Мартынов Николай Григорьевич, художник, член МОСХ;
- мать — Мартынова Майя Николаевна, модельер-конструктор.

Черное и Белое — это столпы, на которых висит гамак Цвета…
Насколько чёрное проникает в белое, и наоборот, настолько мы видим цвет в родившейся форме.
 (Из живого журнала Ярослава Мартынова)

## Образование
В 1988 году окончил Московское художественное училище памяти 1905 года.

## Вехи карьеры

### Персональные выставки
1993

— «ART on the Wolf». Pubanz ARTgallery. Shawano. США.

1995

— «Form: schwarz-weiss». Kunsthaus ORLIKON. Цюрих. Швейцария.

1996

— «GO IN ART». Kunststation. Леердам. Голландия.

### Групповые выставки
1985-1992

— Ежегодные осенние и весенние выставки. Дом художника на Кузнецком мосту. Москва.

1987

— «Коллаж» (совместно с группой «Седьмой день»). Профсоюзная, 100. Москва;

— «Художники — народу». Центральный дом художника (ЦДХ). Москва.

1988

— Пленерная выставка на открытии памятного знака К. С. Малевичу. Деревня Немчиновка;

— «Лабиринт». Дворец молодёжи. Москва; Варшава. Польша; Гамбург. ФРГ;

— 18-я молодёжная выставка. Центральный выставочный зал/Манеж. Москва; 

— «Эйдос». Дворец молодёжи. Москва.

1989

— «Молодость России». Центральный выставочный зал/Манеж. Москва;

— «Фестиваль-89». Центральный выставочный зал/Манеж. Москва; «Фестиваль современного искусства»;

— Музей современного искусства. Нарва. Эстония.

1990

— «МЕТА». Театр-студия Олега Табакова. Москва; «НТР и современное искусство». ДХ на Кузнецком мосту. Москва.

1991

— «Проект 56 параллель». Центральный дом художника (ЦДХ). Москва;

— «Современные художники — Малевичу». Третьяковская галерея. Москва;

— «Parallel 56 project». Helligaandshuset. Копенгаген. Дания;

— «Zes Russische Runstenaars». Kunststation. Леердам. Голландия;

— «Пути творчества». Художественный музей. Конотоп. Украина;

— «Большой остроконечный треугольник». Выставка-акция к 125-летию Василия Кандинского. Выставочный зал «Кунцево». Москва.

1992

— «Геометрия духа». Сумский художественный музей. Сумы. Украина;

— «LABYRINTH DER WELT UNO LUSTHAUS DES HERZENS». Музей современного искусства. Бохум. ФРГ.

1993

— «Традиции Малевича». Музей истории Киева. Киев. Украина; Санкт-Петербург. Россия; Амстердам. Голландия;

— «Искусство открыток». Культурный центр Комитета по атомной энергии. Париж. Франция;

— «ART on the Wolf». Pubanz ARTgallery. Shawano. США;

— «Временный адрес современного русского искусства». Музей почты. Париж. Франция.

1994

— «Бассейн Москва». Социально-художественный проект. Бассейн «Москва». Москва;

— III Международный симпозиум художников «Медведка». Московская область, Волоколамский район, деревня Ханево;

— «Gryllotalpa-Gryllotalpa» [по работе III Международного симпозиума художников «Медведка»] Галерея А-3. Москва;

— «Первый Московский фестиваль перформанса». Выставочный зал «На Каширке». Москва.

1995

— «Die Grosse Zurcher Russtellung». Кунстхаус. Цюрих. Швейцария.

1996

— Выставка в «Galerie Victor Fedjuschin». Цюрих. Швейцария.

1997

— Выставка в «L’ALTRO, Visual Graphic Arts & Design / Galerie Victor Fedjuschin». Цюрих. Швейцария.

2002

— «Малые архитектурные формы». Центральный дом художника (ЦДХ). Москва.

2010

— Выставка в Центре Современного Искусства М’АРС. Москва.

2011

— Выставка в «Изобразительное слово». Президент-отель. Москва.

2012

— Выставка в Творческой мастерской С. Мирончева. Москва.

2013

— Выставка «РУССКИЙ ХАРБИН». Галерея BRUSOV ART SPACE. Москва;

— 5 Московская биеннале современного искусства. Специальный проект «ДУХ и ПОЧВА». Москва;

— Выставка «Временный памятник. Монтаж настоящего». Выставочный зал «На Каширке». Москва.

2014

— OPEN AIR МАЛЕВИЧ. Москва;

— Выставка «Я МАЛЕВИЧ». Союз архитекторов России. Союз московских архитекторов. Москва;

— Выставка «КОСМОС МАЛЕВИЧА». Союз архитекторов России. Союз московских архитекторов. Москва;

— Выставка «Исчислено. Взвешено. Разделено». Выставочный зал «На Каширке». Москва;

— Выставка посвященная 90-летию МГАХУ памяти 1905 года. Выставочный зал МОСХ России. Москва.

### Перформансы
1991

— «SUFFERED BIRD». Kunststation. Леердам. Нидерланды;

— «Having tea». Private apartment. Бохум. Германия;

— «Прикосновение» (совместно с А. Петтаем). Третьяковская галерея Москва.

1992

— «Мутации Отражений». Музей В. Маяковского. Москва.

1995

— «1+1 Aus Schwarz». Кунстхаус. Цюрих. Швейцария;

— «Danke, sehr Gut». Кунстхаус. Цюрих. Швейцария;

— «1+1 Aus Weiss». Кунстхаус. Цюрих. Швейцария.

1996

 — «Black & White New Year». Kunststation. Leerdam. Нидерланды.

2011

— «Спасибо, все хорошо». Президент-отель. Москва.